# 김홍일 (1948년)
김홍일(金弘一, 1948년 1월 21일~2019년 4월 20일)은 대한민국의 정치인이다. 김대중 대통령의 장남으로, 제 15·16·17대 국회의원을 지냈다.
김홍일은 1948년 1월 21일에 전라남도 목포에서 태어났다. 경희대 정치외교학과를 나왔고 공군 장교로 복무하였다. 이후 1975년에 같은 대학에서 정치외교학 석사 학위를 받았다.1974년 8월 15일 27세에 윤경빈의 장녀인 윤혜라와 결혼하였다.
1980년 5월 17일에 보안사에 의해 연행되어 고문을 받았다. 10일째 계속된 고문 도중 견딜 수 없어 책상 위에 올라가 그대로 땅바닥에 머리를 박으며 떨어져 자해를 기도한 것 때문에 목을 다쳤다고 한다. 당시 그의 표현에 의하면 "죽고 싶을 만큼 고통스러웠다. 다행인지 불행인지 죽지 않았다."고 전하였다. 그해 6월에 김대중 내란 음모 사건에 연루로 구속되어 사법시험과 행정고시 응시권이 박탈되었다. 1988년에 평화민주당의 외곽조직인 민주연합청년동지회를 만들면서 정계에 발을 들였고, 1996년에 제15대 총선에서 권노갑으로부터 지역구를 승계받아 국회의원에 당선되었다. 2000년에 제16대 총선에서 당선되며 재선에 성공하였고 2004년에는 제17대 총선에서 탄핵 역풍에도 불구하고 새천년민주당 비례대표로 출마하여 아슬아슬하게 당선되며 3선에 성공하였다. 그러나 김홍일은 1999년부터 2001년까지 안상태 前 나라종금 사장으로부터 인사청탁 대가로 1억 5000만원을 받은 혐의로 2006년 9월 28일에 대법원에서 유죄 판결을 받아 징역 2년에 집행유예 3년 및 추징금 1억 5000만을 선고받아 의원직을 상실하였다. 그의 비례대표 의원직은 노동부 차관을 지낸 김송자에게 승계되었다. 파킨슨병을 앓다가 2019년 4월 20일에 72세를 일기로 사망하였다.

## 학력
- 목포유달국민학교(1960년 졸업)
- 배재중학교(1963년 졸업)
- 대신고등학교(1966년 졸업)
- 경희대학교 정치외교학 학사
- 공군방공포병학교 졸업
- 1975년 경희대학교 대학원 정치외교학 석사

### 비학위 수료
- 1997년 고려대학교 정책대학원 고위정책개발과정 수료
- 2000년 고려대학교 노동대학원 고위지도자과정 수료

### 명예 박사 학위
- 1998년 배재대학교 명예법학박사
- 2000년 목포대학교 명예정치학 박사

## 저서
- 자서전 《나는 천천히, 그러나 쉬지 않는다》

## 김홍일을 연기한 배우

### TV 드라마
- SBS 《삼김시대》 윤다훈 (1998년)

## 가족
- 부모: 김대중(아버지), 차용애(어머니), 이희호(새어머니)
- 형제: 김소희(친누나), 김홍업(친남동생), 김홍걸(이복 남동생)
- 배우자: 윤혜라
- 슬하 3녀

## 역대 선거 결과
|  | 81.23% |

|  | 91.78% |

|  | 7.1% |

## 소속 정당
| 소속 정당 | 소속 정당      | 소속 기간 | 비고                |
| --------- | -------------- | --------- | ------------------- |
|           | 평화민주당     | 1987~1991 | 창당 정계 입문      |
|           | 신민주연합당   | 1991      | 당명 변경           |
|           | 민주당         | 1991~1995 | 합당                |
|           | 무소속         | 1995      | 탈당                |
|           | 새정치국민회의 | 1995~2000 | 창당                |
|           | 새천년민주당   | 2000~2005 | 합당                |
|           | 민주당         | 2005~2007 | 당명 변경           |
|           | 중도통합민주당 | 2007      | 합당                |
|           | 민주당         | 2007      | 당명 변경           |
|           | 무소속         | 2007~2008 | 탈당                |
|           | 자유선진당     | 2008      | 입당                |
|           | 무소속         | 2008~2019 | 탈당 정계 은퇴 사망 |

## 같이 보기
- 목포시·신안군 갑
- 목포시의 국회의원
- 신안군의 국회의원
- 목포시 (2000년 선거구)
- 대한민국 제17대 국회의원 선거 새천년민주당 후보 목록#비례대표